# Province de Popayán
1537–1857
Entités précédentes :
- Tierra Firme (1537)

Entités suivantes :
- État fédéral de Cauca (1857)

La province de Popayán, ou gouvernorat de Popayán durant la domination espagnole, était une entité administrative et politique de la Nouvelle-Grenade. Elle fut créée en 1537 et dissoute en 1857. Sa capitale était Popayán.

## Histoire
La province de Popayán est initialement un gouvernorat de la vice-royauté de Nouvelle-Grenade (entité coloniale espagnole recouvrant le nord de l'Amérique du Sud).
Après l'indépendance, la province est intégrée à la Grande Colombie, au sein du département de Cauca. 
Après la dissolution de cette dernière, la province fait partie de la république de Nouvelle-Grenade. 
En 1857, la province de Popayán fusionne avec les provinces de Pasto, Cauca (es), Barbacoas, Chocó, Buenaventura et le territoire national du Caquetá et devient l'État fédéral de Cauca.

La province de Popayán en 1810
La province de Popayán en 1855